# Техническое поражение
Техническое поражение, также техническая победа или ничья (англ. walkover) — формальный результат в спортивных соревнованиях, который фиксируется без проведения матча между двумя участниками (спортсменами или спортивными командами). Как правило, в подобных ситуациях одной стороне назначается техническое поражение, а её противнику — техническая победа, но иногда обеим сторонам может засчитываться ничья или поражение. Формально оно может назначаться в случае отмены соревнования (то есть до его проведения), его досрочного завершения (то есть оно не завершилось должным образом по регламенту) или после его завершения с аннулированием исходного результата (в случае обнаружения грубых нарушений правил или регламента).

## Происхождение термина
В англоязычной спортивной терминологии это явление обозначается словом walkover (встречается не только слитное, но и раздельное написание walk over) по отношению к любой из сторон (как победителю, так и проигравшему). Впервые в письменных источниках это слово в значении технического результата встретилось в 1829 году, а подобный контекст появился в конных скачках, которые проводились по правилам Жокейского клуба. По регламенту, если в скачках участвовала всего одна лошадь, от неё требовали формально пройти дистанцию (англ. walk over), чтобы присудить лошади и ездоку победу, поскольку тогда только победитель получал приз (не обладатель 2-го и 3-го места), а выставлять на скачки лошадь, которая не могла завершить дистанцию, смысла просто не было. Среди известных обладателей подобных достижений выделяются конь XVIII века по кличке Эклипс, одержавший не менее 9 подобных технических побед, а также победитель Дерби Эпсома по кличке Кэдлэнд с 6 техническими победами. До 2006 года в конных скачках требовалось для технической победы, чтобы лошадь прошла всю дистанцию; позже это правило изменили, обязав коня пройти взвешивание и проехать мимо судейской ложи, чтобы присудить победу и скакуну, и жокею. В видах спорта, где спортсменам приходится передвигаться не пешком, используется термин row over. Иногда используется термин forfeit в случае, если одна из сторон или команд сама отказывается продолжать матч по тем или иным причинам.

## Формальные основания
Техническое поражение обычно назначается одной из сторон в одной из ситуаций: 1) для начала или продолжения соревнования у команды нет минимально допустимого количества спортсменов, готовых принять участие; 2) имело место грубое нарушение правил, которое повлекло за собой дисквалификацию спортсмена или всей команды. Иногда имеют место случаи технической победы, когда все участники соревнования отказались от участия.
Типичными примерами ситуаций для объявления технического поражения являются:
- Неявка[6] или опоздание одной или обеих сторон на игру.
- Досрочное выбытие одной из сторон из турнира[6].
- Прекращение одной из сторон игры до её завершения[6].
- Прекращение игры судьёй из-за действий болельщиков (не является формальной причиной, но часто вынуждает судью идти на это)[6].
- Невыполнение требований судьи.
- Участие в матче игрока, не имевшего на это права[6] (дисквалифицированного, не имеющего гражданства соответствующей страны и т. п.).
- Злостное нарушение правил турнира или спортивной этики[6].
- Техническая неисправность принадлежащего одной из команд спортивного сооружения, не позволяющая продолжить игру (отключение света, обрушение конструкций и т. п.).

Решение о техническом поражении присуждается соответствующим органом спортивной федерации и может быть оспорено в установленном порядке в высших спортивных инстанциях.
Кроме того, техническая победа или ничья может присуждаться при проведении турниров по некоторым системам правил, когда в очередном туре кому-либо из участников не находится пары для игры. Например, такое возможно в швейцарской системе при нечётном количестве участников, или в олимпийской системе при числе участников, не являющимся степенью двойки (в последнем случае ничья присуждаться не может — олимпийская система требует определённого результата встречи).

## По видам спорта
В футболе в случае технического поражения одной из команд засчитывается формальный счёт 0:3 в пользу её соперников. В баскетболе подобным счётом является 20:0.
В теннисе техническое поражение фиксируется только в случае, если игрок до начала поединка отказался от участия. Оно не может быть зафиксировано в случае, если игрок по ходу матча получил травму, не позволяющую ему продолжать партию.
С марта 2025 года Управление конными скачками Великобритании утвердило новое правило для технических побед: отныне жокею и его скакуну не требуется добираться до места проведения скачек, чтобы присудить им победу.